# Sigatica
Sigatica là một chi ốc biển săn mồi, là động vật thân mềm chân bụng sống ở biển trong họ Naticidae, họ ốc Mặt Trăng.

## Các loài
Các loài thuộc chi Sigatica bao gồm:
- Sigatica carolinensis (Dall, 1889)[2]
- Sigatica cubana Espinosa, Ortea & Fernadez-Garcés, 2007[3]
- Sigatica semisulcata (Gray, 1839)[4]